# يوليا هاوكه أميرة باتنبرغ
يوليا، أميرة باتنبرغ (سابقاً: الكونتيسة يوليا تيريز سالوميا فون هاوكه؛ 24 نوفمبر 1825 - 19 سبتمبر 1895)؛ كانت زوجة لأمير ألكسندر من هسن والراين ابن لودفيغ الثاني دوق هسن الأكبر الثالث، كانت يوليا ابنة لواء بولندي من أصل ألماني، لم تكن من أصل الأمراء، بحيث أصبحت وصيفة ماري من هسن زوجة الإمبراطور المستقبلي ألكسندر الثاني وشقيقة الأمير ألكسندر، تزوجته بعد أن قابلته في سياق مهامها، اعتبر الزواج مرغنطي لأنه غير متكافئ اجتماعياً، ولكن دوق هسن الأكبر أعطاها لقب النبلاء الخاص وبذلك أصبحت أميرة باتنبرغ، هي والدة ألكسندر أمير بلغاريا وجدة تشارلز الثالث ملك المملكة المتحدة من الجيل الثالث وكذلك الأجيال الحالية من العائلة المالكة الإسبانية.

## السيرة الذاتية

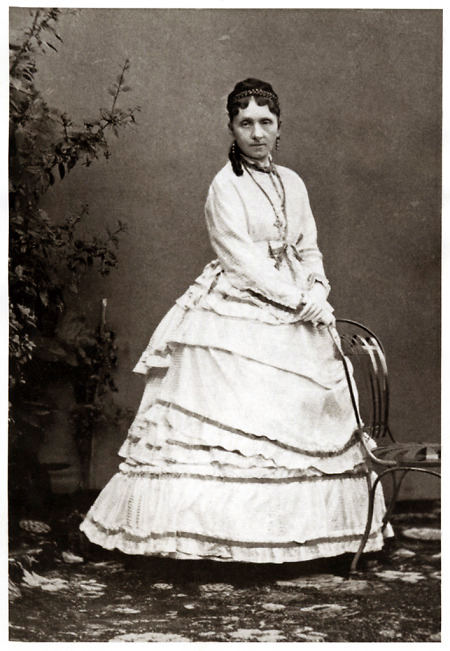
يوليا هاوكه

ولدت هاوكه في وارسو بالكونغرس البولندي التابع لإمبراطور الإمبراطورية الروسية، كانت ابنة هانس موريتس هاوكه وهو جنرال بولندي من أصل ألماني، إما والدتها صوفي ابنة الطبيب البولندي فرانتس ليوبولد لافونتين.
قاتل والدها في فيالق نابليون البولندية بالنمسا وإيطاليا وألمانيا وحرب شبه الجزيرة، وبعد خدمته في جيش دوقية وارسو منذ 1809 إلى 1814 دخل في صفوف جيش الكونغرس البولندي ، وتمت ترقيته إلى رتبة جنرال في عام 1828، واعترافًا بقدراته عينه الإمبراطور نيكولاي الأول نائبًا لوزير الحرب في كونغرس بولندا وجعله كونتاً وراثيًا منذ عام 1829، خلال انتفاضة نوفمبر عام 1830 تمكن حاكم بولندا الروسية الدوق الأكبر قسطنطين من الفرار، ولكن والدها قُتل برصاص الجيش بإحدى شوارع وارسو، توفيت والدتها بعد فترة وجيزة من الصدمة، وبذلك أصبح أطفالهم في عهدة الإمبراطور.
لاحقاً عملت هاوكه كوصيفة الإمبراطورة ماريا ألكساندروفنا، زوجة الإمبراطور المستقبلي ألكسندر الثاني وشقيقة الأمير ألكسندر من هسن والراين، التقت بالأمير ألكسندر أثناء أداء واجباتها في بلاط سانت بطرسبرغ، لم يعجب الإمبراطور هذه مغازلة بينها وبين نسيب ابنه، لذلك رتب الاثنان لمغادرة سانت بطرسبرغ. بحلول الوقت الذي تمكنت فيه يوليا وألكسندر من الزواج كانت حاملاً في شهرها السادس بطفلهما الأول ماري، تزوجا في 28 أكتوبر 1851 في بريسلاو في سيليزيا البروسية (تسمى الآن فروتسواف وتقع اليوم في بولندا).
نظرًا لعدم اعتبارها متساوية لاتحاد سلالي ملكي لم يكن أطفالها مؤهلين للخلافة على عرش هسن والراين، تم إعلان زواجها ليكون مرغنطي بعد ولادة ابنها الأول، جعلها ابن حماها الدوق الأكبر لودفيغ الثالث من هسن-دارمشتات كونتيسة باتنبرغ في عام 1851 بأسلوب صاحبة السمو المرموق (بالألمانية : Erlaucht)؛. وفي عام 1858 تم ترقيتها إلى أميرة باتنبرغ بأسلوب السمو الأميري (بالألمانية : Seine Erlaucht)؛ وبذلك أصبح باتنبرغ اسم فرع مرغنطي لعائلة الدوقية الكبرى في منطقة هسن.
تحولت أخيراً هاوكه إلى اللوثرية في 12 مايو 1875، قبل تحولها كانت تزور كثيرًا الكنائس الأرثوذكسية والبيزنطية الكاثوليكية في جميع أنحاء هسن، وغالبًا ما تسافر لمسافات طويلة، بسبب إيمانها تعرضت لانتقادات علنية من قبل أفراد أسرة زوجها حتى تحولها، تم تعميد أطفالها اعلى طقوس الوثرية. توفيت في قلعة هايليغنبرغ في 19 سبتمبر 1895.

## الذرية
أنجبت يوليا لألكسندر خمسة أبناء:-
1. ماري (15 يوليو 1852 - 20 يونيو 1923)؛ تزوجت من غوستاف أمير إرباخ-شونبيرغ، لهم ذرية.
2. لويس (24 مايو 1854 - 11 سبتمبر 1921)؛ أصبح لاحقاً مواطناً بريطانياً، وقام بتغيير اسم عائلته إلى مونتباتن، أصبح ماركيز ميلفورد هافن الأول، تزوج من ابنة عمه الأميرة فيكتوريا، لهم ذرية بما في ذلك لويزا ملكة السويد ولويس مونتباتن إيرل بورما وكذلك هما جدا الأمير فيليب دوق إدنبرة زوج الملكة إليزابيث الثانية.
3. ألكسندر (5 أبريل 1857 - 17 نوفمبر 1893)؛ أصبح أمير بلغاريا (1879-1886)؛ أصبح بعد تنازله كونت هارتناو، تزوج زواجاً مرغنطياً من فنانة الأوبرا يوهانا لوزينغر، لهم ذرية.
4. هنري (5 أكتوبر 1858 - 20 يناير 1896)؛ تزوج من الأميرة بياتريس ابنة الملكة فيكتوريا، لهم ذرية فهما جدا خوان كارلوس ملك إسبانيا من الجيل الثاني.
5. فرانتس يوزف (24 سبتمبر 1861 - 31 يوليو 1924)؛ تزوج من الأميرة آنا من الجبل الأسود، ليس لديه ذرية، حافظ فرانتس على اسم عائلته على العكس شقيقيه وأبناؤهم الذين أصبحوا موطنو بريطانيا.